# Trilogia do Amor
A Trilogia do Amor é uma série de livros da autora americana bell hooks. O primeiro livro, All about Love: New Visions (em português, Tudo sobre o amor: Novas Perspectivas), foi publicado em 2000, seguido por Salvation: Black People and Love (2001), traduzido como Salvação: pessoas negras e o amor, e Communion: The Female Search for Love (2002), em português, Comunhão: a busca das mulheres pelo amor.

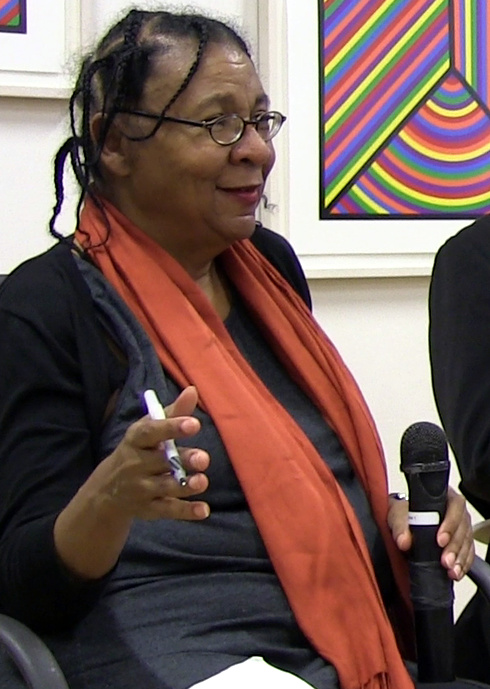
bell hooks em New School, 2014

## Tudo sobre o amor: novas perspectivas
Tudo sobre o amor: novas perspectivas foi publicado em 2000 em inglês. A publicação em português foi lançada em 2021. Tornou-se um best-seller do New York Times em 2021, mais de duas décadas após sua publicação inicial. O livro teve um crescimento de vendas: em 2018 foram 27.000 cópias vendidas em comparação com as mais de 170.000 cópias em 2023.
O livro tem 13 capítulos, cada um analisando o amor em um contexto diferente. hooks defendeu que os leitores repensassem a ideia de amor, rejeitando a noção de "narcisismo perigoso" e, em vez disso, pensando no amor como comunidade. Os críticos descreveram o livro como uma fusão entre um livro de autoajuda e um livro de filosofia moral, apelando ao pensamento crítico sobre os motivos sociais e políticos do mundo.

## Salvação: pessoas negras e o amor
O segundo livro da trilogia, Salvação: pessoas negras e o amor, foi publicado originalmente em 2001 em inglês e ganhou uma versão em português em 2024. O livro examina o amor na vida dos afro-americanos de uma perspectiva histórica e cultural. O livro aborda relacionamentos e casamentos, poesia de líderes negros como Maya Angelou e James Baldwin, cultura hip-hop e pensamentos de WEB Du Bois.
Salvação tem como objetivo explicar como o amor funciona como justiça social na vida dos afro-americanos, discutindo os papéis de gênero na comunidade negra. Alguns críticos questionaram a abordagem de hooks, enquanto outros apreciaram o envolvimento da obra com referências culturais. De acordo com os críticos, o livro foi escrito para incentivar a comunidade afro-americana a refletir sobre certos comportamentos dentro da comunidade, com o objetivo de estimular uma discussão saudável sobre como é o amor saudável na comunidade negra.

## Comunhão: a busca das mulheres pelo amor
O último livro da trilogia, Comunhão: a busca das mulheres pelo amor, publicado em inglês em 2002 e em português em 2024, examina as percepções das mulheres sobre o amor, particularmente no contexto dos movimentos feministas. hooks discute como esses movimentos influenciaram os papéis das mulheres na força de trabalho e aumentaram os níveis de autoajuda.
De acordo com um crítico, o livro desafia as formas sexistas de pensar sobre o corpo e o amor em um sentido literal e figurativo, e hooks busca usar a lógica feminista para criar discussões saudáveis sobre o amor.

## Publicações em português
- bell hooks, Tudo sobre o amor: novas perspectivas (2021). Publicado pela Editora Elefante. ISBN 978-6-58-723524-0
- bell hooks, Salvação: pessoas negras e o amor (2024). Publicado pela Editora Elefante. ISBN 978-6-56-008027-0
- bell hooks, Comunhão: a busca das mulheres pelo amor (2024). Publicado pela Editora Elefante. ISBN 978-6-56-008031-7